# Agrilus quercus
Agrilus quercus é uma espécie de inseto do género Agrilus, família Buprestidae, ordem Coleoptera.
Foi descrita cientificamente por Schaeffer, 1905.